# Manuel Maria Mayol
Manuel Maria Mayol i Ferrer (Barcelona, 1898 - ibídem, 1929) fue un arquitecto español.

## Biografía
Se enmarcó en el novecentismo. Para la Exposición Internacional de Barcelona de 1929, y en colaboración con Josep Maria Ribas i Casas, construyó el Palacio de la Agricultura (actual Ciudad del Teatro) y el Pabellón de la Caja de Ahorros y Pensiones de Barcelona (actual Instituto Cartográfico de Cataluña).

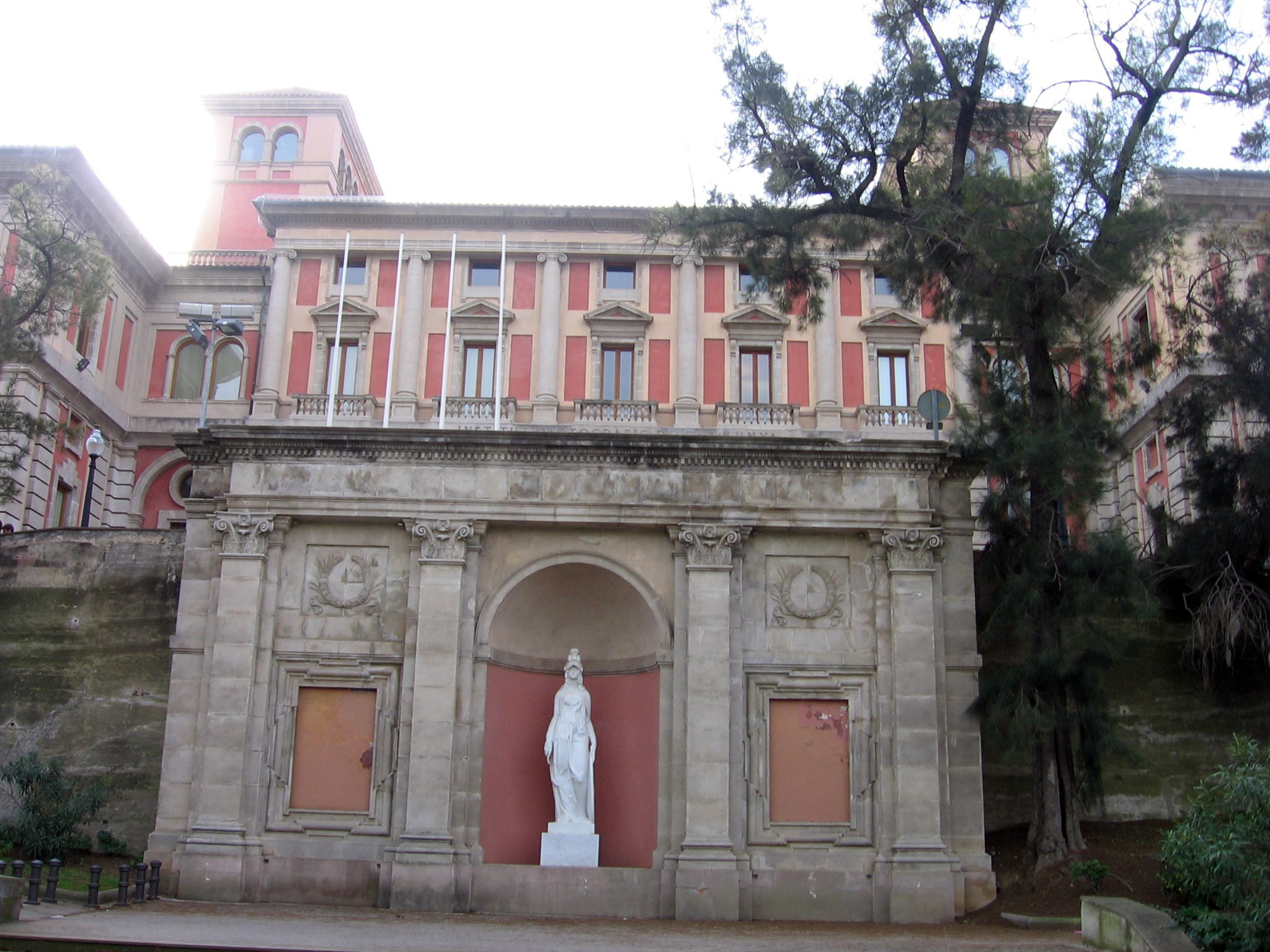
Pabellón de la Caja de Ahorros y Pensiones de Barcelona.

El primero se sitúa entre el paseo de Santa Madrona y la calle Lérida; con una superficie de 16 000 m², se articula alrededor de un patio central y presenta cinco naves rectangulares y dos galerías porticadas. Inspirado en el Renacimiento italiano —especialmente el lombardo—, las diversas fachadas de los módulos están recubiertas de estuco y cerámica, y presentan diversas torres octogonales y arquerías triples. Actualmente es conocido como Mercat de les Flors (Mercado de las Flores) y está ocupado por la Ciudad del Teatro, que comprende el Instituto del Teatro, la Fundación Teatre Lliure, el Teatro Municipal Mercat de les Flors y el Teatro Fabià Puigserver.
El Pabellón de la Caja de Ahorros y Pensiones de Barcelona está situado en el paseo de Santa Madrona. De estilo ecléctico, presenta soluciones estructurales basadas en diversos estilos: el cuerpo central se inspira en la arquitectura palaciega española del siglo XVIII, mientras que los laterales remiten a la arquitectura civil del norte de Italia y las logias evocan las villas mediterráneas de gusto novecentista. Debido a su situación elevada, en su acceso se situaron unas terrazas con fuentes luminosas. Desde 1982 es sede del Instituto Cartográfico de Cataluña.
Fue autor también en Barcelona de la casa Francesc Casas, con Josep Maria Ribas i Casas (1929).